# Néoptolème II
Pour les articles homonymes, voir Néoptolème (homonymie).
Néoptolème II, né vers 335 et mort vers 295 av. J.-C., est un roi d'Épire de la dynastie des Éacides qui règne de 326 à 323 puis de 317 à 313 et de 302 à 295 av. J.-C.

## Famille
Il est le fils d'Alexandre Ier et de Cléopâtre, la sœur d'Alexandre le Grand. Selon Christian Settipani, il est peut-être l'ancêtre d'un certain Alkimahos, fils d'un Neoptolemos, qui au premier siècle av. J.-C. se déclare issu de la famille d'Olympias.

## Biographie

### Premier règne
Après le meurtre de son père Alexandre Ier, Néoptolème II devient roi très jeune sous la régence de sa mère Cléopâtre, la sœur d'Alexandre le Grand. Il est écarté du trône deux ans après par Arybbas, son grand-oncle.

### Deuxième règne
Quand Éacide, fils d'Arybbas est chassé du trône en 317 av J.-C., Néoptolème II devient de nouveau roi. En 313, Éacide parvient à reprendre brièvement le pouvoir avant d'être tué. Le trône échappe toutefois à Néoptolème II au profit d'Alcétas II, le frère aîné d'Éacide.

### Troisième règne
Lorsque Démétrios Poliorcète doit quitter la Grèce pour soutenir en Asie Mineure la résistance d'Antigone le Borgne contre Lysimaque et Séleucos, les Épirotes en profitent pour s'insurger et Néoptolème II recouvre son trône en 302 avec le soutien de Cassandre. Il traite durement ses sujets. La mort de son protecteur le prive de tout appui sérieux et le contraint à se résigner au retour de son jeune rival Pyrrhus en 297.
Les deux rois se partagent le pouvoir pendant deux ans dans une atmosphère tendue. Selon Plutarque, lorsque Myrtile l'échanson de Pyrrhus Ier découvre les intentions criminelles de Néoptolème II envers son royal collègue et en fait part à Pyrrhus, ce dernier fait tuer Néoptolème II pendant un banquet auquel il l'avait convié à l'occasion d'une cérémonie religieuse (295 av. J.-C.),